# Premier Division 2013-2014 (Gibilterra)
La Premier Division 2013-2014 è stata la 115ª edizione della massima serie del campionato di Gibilterra di calcio. La stagione è iniziata il 7 ottobre 2013 e si è conclusa il 7 maggio 2014. Il Lincoln ha vinto il torneo per la diciannovesima volta nella sua storia.

## Novità
Questa è stata la prima stagione di Gibilterra come membro della UEFA. Gibilterra ha un posto nella UEFA Champions League 2014-2015, qualora il club qualificato abbia la licenza UEFA, e un posto nella UEFA Europa League 2014-2015 per la vincitrice della Rock Cup.

## Squadre partecipanti
Dopo la stagione 2012-2013 nessuna squadra è retrocessa causa l'ampliamento del numero delle squadre del campionato. College Cosmos e Gibraltar Phoenix sono state promosse dalla Second Division.
- Europa FC
- Gibraltar Phoenix
- Glacis United
- Lincoln Red Imps
- Lions Gibraltar
- Lynx
- St Joseph's
- Manchester 62

## Classifica
|                       | Pos. | Squadra           | Pt | G  | V  | N | P  | GF | GS | DR  |
| --------------------- | ---- | ----------------- | -- | -- | -- | - | -- | -- | -- | --- |
| Gibilterra (bandiera) | 1.   | Lincoln FC        | 36 | 14 | 11 | 3 | 0  | 66 | 6  | +60 |
|                       | 2.   | Manchester 62     | 30 | 14 | 9  | 3 | 2  | 37 | 10 | +27 |
|                       | 3.   | Lynx              | 29 | 14 | 9  | 2 | 3  | 36 | 18 | +18 |
|                       | 4.   | Glacis United     | 19 | 14 | 6  | 1 | 7  | 18 | 32 | -14 |
|                       | 5.   | Europa FC         | 19 | 14 | 5  | 4 | 5  | 31 | 20 | +11 |
|                       | 6.   | Lions Gibraltar   | 14 | 14 | 4  | 2 | 8  | 23 | 33 | -10 |
|                       | 7.   | St Joseph's       | 13 | 14 | 4  | 1 | 9  | 20 | 29 | -9  |
|                       | 8.   | Gibraltar Phoenix | 0  | 14 | 0  | 0 | 14 | 9  | 94 | -85 |

Legenda:

      Campione di Gibilterra e ammessa alla UEFA Champions League 2014-2015

      Retrocessa in Gibraltar Division 2 2014-2015

Note:

Tre punti a vittoria, uno a pareggio, zero a sconfitta.

## Risultati
|                   | Col  | Gib  | Gla  | Lin  | LiG  | Lyn  | StJ  | Man  |
| ----------------- | ---- | ---- | ---- | ---- | ---- | ---- | ---- | ---- |
| College Europa    | –––– | 3-1  | 1-2  | 1-1  | 1-1  | 3-0  | 2-4  | 1-1  |
| Gibraltar Phoenix | 0-11 | –––– | 2-3  | 0-16 | 2-6  | 0-7  | 0-4  | 0-5  |
| Glacis United     | 0-2  | 3-0  | –––– | 0-3  | 3-2  | 0-2  | 1-0  | 0-7  |
| Lincoln           | 2-0  | 16-1 | 4-0  | –––– | 4-1  | 3-0  | 5-0  | 1-1  |
| Lions Gibraltar   | 1-1  | 1-0  | 3-4  | 0-4  | –––– | 0-2  | 3-2  | 3-1  |
| Lynx              | 3-2  | 8-2  | 4-1  | 0-0  | 1-0  | –––– | 3-1  | 1-1  |
| St Joseph's       | 0-1  | 6-1  | 0-0  | 0-4  | 4-2  | 2-3  | –––– | 0-3  |
| Manchester United | 2-0  | 5-0  | 2-1  | 0-1  | 4-0  | 3-2  | 2-0  | –– – |

## Verdetti
- Campione di Gibilterra:  Lincoln Red Imps
- In UEFA Champions League 2014-2015:  Lincoln Red Imps
- In UEFA Europa League 2014-2015:  Europa FC
- Retrocesso in Gibraltar Division 2:  Gibraltar Phoenix